# Denkmal der Köpenicker Blutwoche

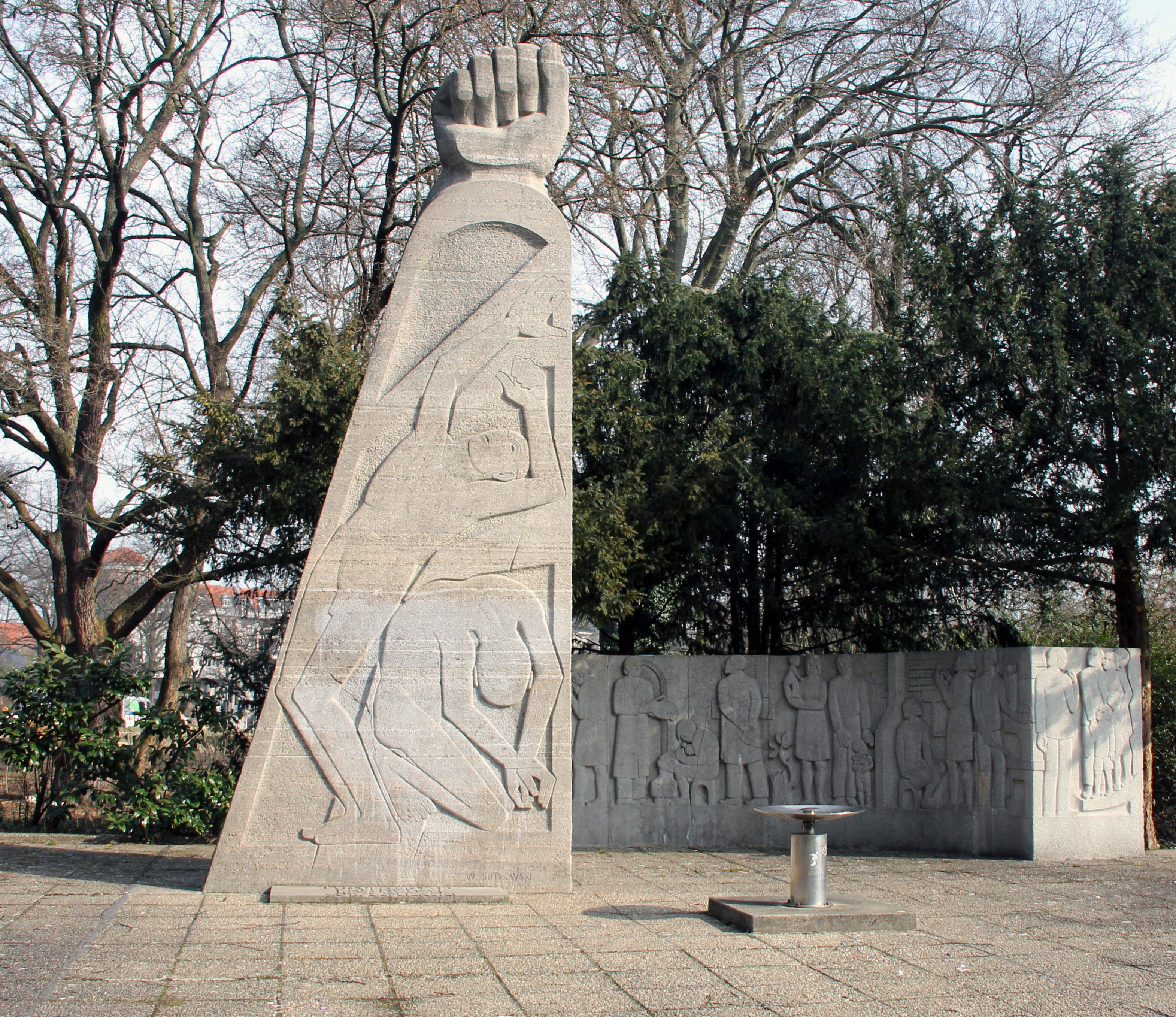
Denkmal der Köpenicker Blutwoche

Das Denkmal der Köpenicker Blutwoche (auch Denkmal für die Opfer der Köpenicker Blutwoche) ist ein Baudenkmal im Ortsteil Köpenick des Berliner Bezirks Treptow-Köpenick.

## Beschreibung
Das aus Kunststein bestehende Denkmal, das an die 91 Opfer des faschistischen Terrors während der Köpenicker Blutwoche im Juni 1933 erinnern soll, wurde vom Bildhauer Walter Sutkowski geschaffen und am 7. Oktober 1969 auf dem Platz des 23. April enthüllt. Die Stele ist sechs Meter hoch und wird mit der erhobenen Faust bekrönt, die den Widerstand gegen das Hitlerregime symbolisieren soll. Die Vorderseite des Denkmals zeigt das Relief zweier stürzender Menschen. 
Der Schöpfer des Denkmals erweiterte dieses im Jahr 1971 um eine als geschwungene Betonwand ausgebildete Reliefwand mit dem Titel Unser friedlicher Aufbau. Auf der Rückseite ist zu lesen: UND OB WIR / DANN NOCH / LEBEN WERDEN / WENN ES / ERREICHT WIRD / LEBEN WIRD / UNSER PROGRAMM! /  ES WIRD DIE WELT / DER ERLÖSTEN / MENSCHHEIT / BEHERRSCHEN / TROTZ ALLEDEM. / KARL LIEBKNECHT.